# Сім нових чудес світу

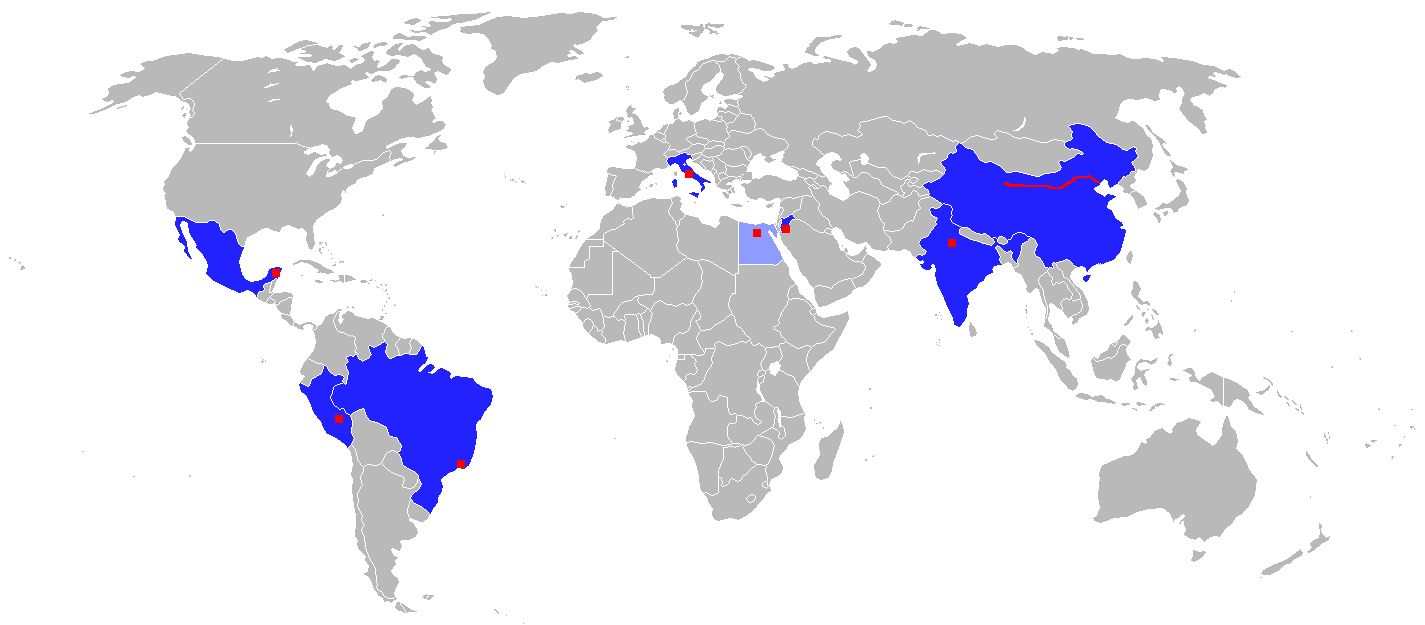
Розташування нових чудес світу

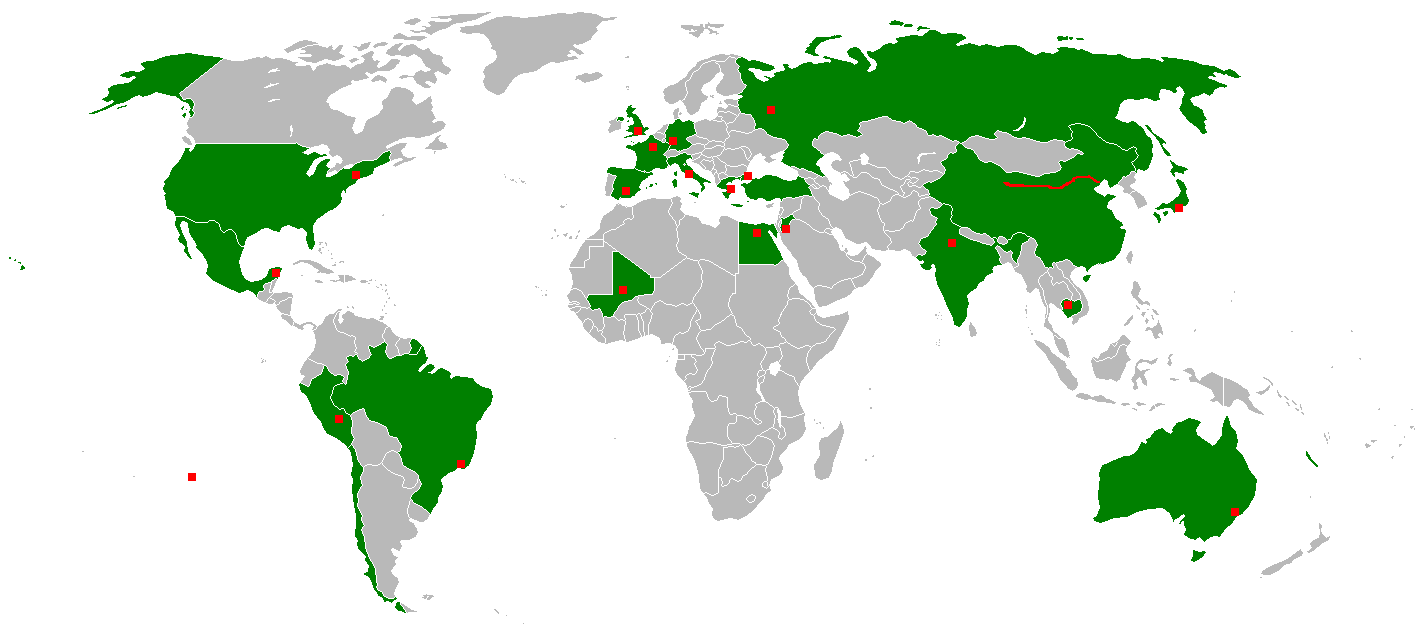
Розташування фіналістів проєкту

Сім нових чудес світу — проєкт, організований фондом «Нові сім див світу» (NOWC), який намагався об'єднати сім чудес стародавнього світу зі списком сучасних чудес з метою збереження культурної спадщини для майбутніх поколінь, аби уникнути повторення ситуації з сімома стародавніми дивами світу. Засновник фонду — швейцарський мільйонер Бернард Вебер.
Було вирішено вибрати сім нових див світу шляхом всесвітнього голосування в три етапи. В результаті першого прямого голосування було відібрано 77 об'єктів, другого — 21 об'єкт. Переможці оголошені 7 липня 2007 року в Лісабоні (Португалія). Голосування проходило за допомогою SMS, телефону або Інтернету.
| Назва                  | Регіон           | Місцезнаходження         | Зображення |
| ---------------------- | ---------------- | ------------------------ | ---------- |
| Великий китайський мур | Азія             | Китай                    |            |
| Петра                  | Азія             | Йорданія                 |            |
| Тадж-Махал             | Азія             | Агра, Індія              |            |
| Колізей                | Європа           | Рим, Італія              |            |
| Мачу-Пікчу             | Південна Америка | Куско, Перу              |            |
| Христос-Спаситель      | Південна Америка | Ріо-де-Жанейро, Бразилія |            |
| Чичен-Іца              | Північна Америка | Юкатан, Мексика          |            |

## Інші 14 фіналістів[1]
| Назва                             | Регіон           | Місцезнаходження          | Зображення |
| --------------------------------- | ---------------- | ------------------------- | ---------- |
| Афінський акрополь                | Європа           | Афіни, Греція             |            |
| Альгамбра                         | Європа           | Гранада, Іспанія          |            |
| Ангкор-Ват                        | Азія             | Ангкор, Камбоджа          |            |
| Єгипетські піраміди               | Африка           | Каїр, Єгипет              |            |
| Моаї                              | Тихий океан      | Острів Пасхи, Чилі        |            |
| Ейфелева вежа                     | Європа           | Париж, Франція            |            |
| Айя-Софія                         | Азія             | Стамбул, Туреччина        |            |
| Кійомідзудера                     | Азія             | Кіото, Японія             |            |
| Московський Кремль і Красна площа | Європа           | Москва, Росія             |            |
| Нойшванштайн                      | Європа           | Фюссен, Німеччина         |            |
| Статуя Свободи                    | Північна Америка | Нью Йорк, США             |            |
| Стоунхендж                        | Європа           | Амесбері, Велика Британія |            |
| Сіднейський оперний театр         | Океанія          | Сідней, Австралія         |            |
| Тімбукту                          | Африка           | Малі                      |            |

## Кандидати
Серед інших кандидатів, в проєкті брали участь: Аахенський собор; Собор Святого Сімейства (Барселона); Версальський палац; Пізанська вежа; Теотіуакан; Палац дожів (Венеція); Блакитна мечеть; Палац Потала; Сана; Емпайр-Стейт-Білдінґ; Золоті Ворота (міст); Біг-Бен; Тікаль; Сі-Ен Тауер; Бурдж аль-Араб; Заборонене місто; Тайбей 101; Вежі Петронас; Атоміум; Печера Ласко; Мостар; Батьківщина мати (Київ) та інші.

## Сайт проєкту
- www.new7wonders.com Сім нових чудес світу. Офіційний сайт(англ.)